# Schongau, Weilheim-Schongau
Schongau là một đô thị tại huyện Weilheim-Schongau, bang Bayern, Đức. 
Schongau có diện tích 21,35 km², dân số thời điểm 31 tháng 12 năm 2005 là 12.449 người.

## Liên kết ngoài

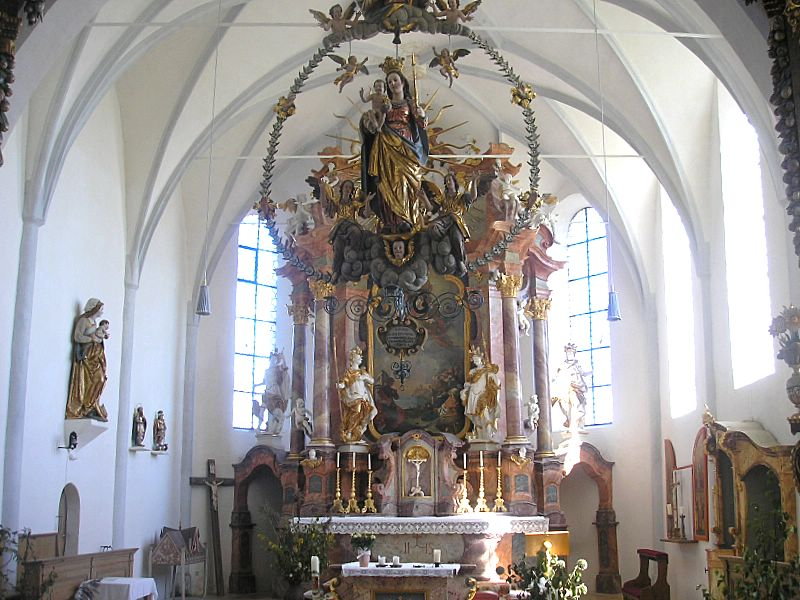
Nhà thờ Saint George, Auerberg, Schongau